# عکاس حیات وحش سال
عکاس حیات‌وحش سال (انگلیسی: Wildlife Photographer of the Year) یک رقابت بین‌المللی عکاسی حیات وحش سالانه است که توسط موزه تاریخ طبیعی در شهر لندن، انگلیس برگزار می‌شود. هر سال نمایشگاهی از مجموعه عکس‌هایی که در این رقابت برنده شده‌اند یا از آنها تقدیر شد ه است، در موزه تشکیل می‌شود که بعد این عکس‌ها در معرض دید عموم در سراسر دنیا قرار خواهد گرفت. از این رویداد به عنوان یکی از معتبرترین رقایت‌های عکاسی در دنیا، نام برده شده‌است.
از سال ۱۹۹۰ تا ۲۰۰۳ به عنوان عکاس حیات وحش بی‌جی سال شناخته می‌شد و به مدت کوتاهی عکاس حیات وحش شل سال، عکاس حیات وحش کداک سال و عکاس حیات وحش پرودنشال سال مطرح بود. اولین دوره رقابت در سال ۱۹۶۴، در سه بخش و با حضور حدود ۶۰۰ عکس، برگزار گردید. در سال ۲۰۰۸، ۳۲٬۰۰۰ عکس از ۳٬۱۰۰ عکاس متعلق به ۸۲ کشور به این مسابقه ارسال شد.